# Процес срещу Трайчо Костов
Процесът срещу Трайчо Костов е съдебен процес в Народна република България, проведен от 7 до 14 декември 1949 година в София срещу Трайчо Костов - доскорошен секретар на Централния комитет на Българската комунистическа партия (БКП). Процесът по обвинения в антипартийна дейност, шпионаж в полза на британското разузнаване и заговорничество с Тито завършва с осъдителна смъртна присъда чрез обесване. Присъдата е изпълнена само няколко дена след това - в малките часове на 17 декември.
Заедно с Трайчо Костов са арестувани още: Васил Ивановски - обвинен като Титов шпионин, Благой Хаджипанзов, Илия Баялцалиев и други. На 7 декември 1949 г. във Военния клуб (ЦДНА) започва съдебният процес срещу Костов, изцяло скалъпен в Москва, по заповед на Сталин и Берия. Свидетели на процеса са Титко Черноколев, Йордан Катранджиев, Георги Мадолев, Христо Калайджиев и Дончо Лисийски. При произнасянето на присъдата Костов отрича вината си и изтръгнатите с мъчения самопризнания, а накрая е насилствено изведен от залата, докато пледира своята невинност.

## Предистория
През 30-те и 40-те години, когато много от ръководителите на БКП се намират в Съветския съюз, Трайчо Костов постепенно се налага като една от водещите фигури в нейната организация в страната. След Деветосептемврийския преврат през 1944 година и връщането в страната на комунистите от Съветския съюз, той се утвърждава като втора фигура в партийното ръководство след генералния секретар Георги Димитров. Постовете, които заема едновременно, са член на Политбюро, секретар на Централния комитет, подпредседател на Министерския съвет, председател на Комитета по стопански и финансови въпроси при Министерския съвет.
През втората половина на 1948 година Трайчо Костов замества Георги Димитров по време на неговите продължителни лечения в Съветския съюз. Той играе водеща роля в подготовката и провеждането на ключовия Пети конгрес на БКП и се очертава като вероятен наследник на тежко боледуващия Димитров.
Същевременно Костов, който не е живял в Съветския съюз и развива възгледи за някакви „особености на прехода от капитализъм към социализъм в България“, предизвиква подозрения в съветските власти и лично у Йосиф Сталин. За това допринася и засилените опасения от „национални пътища към социализма“ след разрива в отношенията между Съветския съюз и Югославия през лятото на 1948 година. Към това се добавят и амбициите за оглавяване на партията на други видни комунисти, най-вече Васил Коларов и Вълко Червенков.
Първата открита атака срещу Костов започва на 6 декември 1948 година, когато на среща на Георги Димитров, Трайчо Костов и Вълко Червенков Сталин остро критикува Костов за непредоставянето на съветски представители на класифицирана информация за българската търговска политика. Костов се извинява за действията си и обещава пълно съдействие в бъдеще. Въпросът е обсъждан и в Политбюро на БКП на 9 декември, като Костов отново си прави самокритика. Макар че формално тя е приета, изглежда Сталин вече е взел решение за неговото отстраняване.
През януари 1949 година Сталин отново критикува Трайчо Костов, а Георги Димитров прави опит да посредничи и с неговото застъпничество в края на януари той е изпратен за месец на почивка в съветския санаториум „Барвиха“. Оттам Костов отново пише писма с извинения до съветското ръководство, заявявайки, че национализмът е „главна опасност в партиите от страните на новата демокрация“. Той пише и изложение до българското Политбюро, което без знанието на Димитров е изпратено от Вълко Червенков и Георги Чанков в Москва и в което обвинява и други членове на Политбюро в приписваните му грешки. На 17 февруари, докато Костов е още в Москва, той е остро критикуван на заседание на Политбюро, най-вече от Коларов, Червенков и Антон Югов, които искат отстраняването му от правителството.
На 7 март 1949 година Георги Димитров заминава на лечение в Москва и още същия ден е проведено заседание на Политбюро, на което Васил Коларов остро критикува Трайчо Костов и е решено единодушно той да бъде отстранен от Политбюро и постовете си в правителството, като по-умерена е само позицията на Владимир Поптомов. Решението е потвърдено единодушно от Централния комитет на 27 март и в началото на април е сведено до знанието на местните партийни организации и на обществеността чрез разобличителна кампания в печата.
На ново заседание на Централния комитет на 11 – 12 юни, по предложение на секретаря на градската организация на БКП в София Тодор Живков и с активното участие на Васил Коларов, Трайчо Костов е изключен от БКП и е инциирано отстраняването му от Народното събрание. Депутатският му мандат е прекратен на 20 юли, но въпреки имунитета му на народен представител, той е арестуван още на 21 юни.

## Следствие
Следствието срещу Трайчо Костов се води под прякото наблюдение на вътрешния министър Руси Христозов и неговите заместници Христо Боев и Иван Райков, като за него в страната пристига голяма съветска група, водена от генерал Владимир Чернов. С политическото ръководство на процеса е натоварен членът на Политбюро Минчо Нейчев, а лично министър-председателят Васил Коларов се намесва в работата на следователите.
Костов е разследван за държавна измяна и шпионаж в полза на Съединените щати, Великобритания и Югославия, както и в организирането на заговор за държавен преврат. Освен него се разследва цяла група политически дейци. Следствието се води денонощно от множество следователи, като подслествените са подлагани на побои, мъчения и продължително лишаване от сън и храна. На 27 октомври Трайчо Костов подписва всички поискани му самопризнания.
След края на процеса различни награди получават 152 служители на вътрешното министерство, главно от Държавна сигурност, начело с Велчо Чанков и Израел Зеев.

## Съдебен процес
Обвинителният акт срещу групата на Трайчо Костов е подписан от главния прокурор на 28 ноември 1949 година, малко след което е публикуван в печата. Основното обвинение срещу него е организирането на заговор за събаряне на „демократичния държавен строй“, извършено в сътрудничество с Великобритания и Югославия. За тази цел той е вербувал множество съучастници в администрацията, приел е България да се присъедини към Югославия, саботирал е икономиката чрез позициите си в управлението, подготвял е ареста и убийството на Георги Димитров, предавал е класифицирана информация на британското разузнаване и е съдействал на югославски шпиони. В обвинителния акт фигурира и името на американския пълномощен министър Доналд Рийд Хийд, с когото според обвинението Костов поддържал връзка в своята предателска дейност.
Освен Трайчо Костов обвиняеми са още 10 души:
- Никола Павлов, секретар на ЦК на БКП
- Иван Стефанов, министър на финансите през 1946 – 1949
- Цоню Цончев, управител на Българската народна банка през 1946 – 1949
- Никола Начев, заместник на Костов в Комитета по стопански и финансови въпроси
- Васил Ивановски, политически емигрант от Югославия
- Илия Баялцалиев, политически емигрант от Югославия
- Благой Хаджипанзов, политически емигрант от Югославия
- Борис Христов, търговски аташе в посолството в Москва
- Иван Гевренов, началник на отдел в Министерството на промишлеността
- Иван Тутев, началник на сектор в Министерството на търговията

Процесът протича в атмосфера на организирана от правителството кампания в печата и чрез многолюдни събрания, насочена срещу Трайчо Костов. Тя включва и публикацията във вестник „Работническо дело“ на фалшифицирано ругателно писмо от починалия по това време Георги Димитров. Според някои източници за предотвратяване на евентуална съпротива в България временно са прехвърлени три полка на съветските вътрешни войски.
Съдебните заседания се провеждат от 7 до 14 декември в сградата на Централния военен клуб в София. Съдебният състав е председателстван от председателя на Върховния съд Борис Кьосев, а обвинението се води от прокурорите в Главна прокуратура Владимир Димчев и Тодор Цаков. Трайчо Костов се отказва от направените по време на следствието самопризнания, но изявлението му не е прието от съда, а останалите обвиняеми и всички свидетели поддържат обвинението.
Присъдите, вероятно определени още преди началото на процеса, са обявени на 14 декември. Всички обвинения са приети, като Трайчо Костов е осъден на смърт, петима обвиняеми – на доживотен затвор, а останалите петима – на затвор от 8 до 15 години.
По-късно на 14 декември в Президиума на Народното събрание е внесена фалшифицирана от Държавна сигурност молба за помилване от Трайчо Костов, в която той се признава за виновен и приема правилността на присъдата. Молбата е отхвърлена, но е използвана от правителствената пропаганда.

## Наказания
Трайчо Костов е обесен в 2.30 часа в нощта на 16 срещу 17 декември 1949 година в Централния софийски затвор в присъствието на прокурора Тодор Цаков, служителя на Върховния съд Петър Петков и служители на затвора – директора Георги Тасев, поддиректора Нисим Пинкас и лекаря Димитър Раев.
Останалите осъдени са изпратени в затвора, но след смъртта на Сталин наказанията на някои от тях са намалени. През есента на 1954 година Иван Гевренов е напълно помилван, а присъдата на Васил Ивановски е намалена със 7 години. През октомври 1955 година окончателно са помилвани Благой Хаджипанзов, Васил Ивановски, Никола Начев и Цоню Цончев, а присъдите на останалите са намалени – на Никола Павлов с 3 години, на Иван Стефанов с 5 години, на Иван Тутев с 5 години, на Борис Христов с 4 години.
След Априлския пленум през 1956 година ЦК на БКП преразглежда политическото си отношение към Трайчо Костов и през септември обявява криминалните обвинения по процеса за неоснователни, в резултат на което на 1 ноември Върховният съд отменя присъдите по делото. БКП продължава да осъжда Костов за прояви на национализъм и враждебност на Съветския съюз до ново решение на ЦК през декември 1989 година.

## Последици
Замесването на името на американския пълномощен министър в обвинението срещу Костов довежда до дипломатически скандал, в резултат на който на 20 февруари 1950 година дипломатическите отношения между САЩ и България са прекъснати за близо десетилетие.

## Връзка с Македонския въпрос
В емисия от 5 декември 1949 година Радио Ватикана казва, че чрез предстоящия процес е разкрита „политическата обърканост на днешните български управници. Тя се отнася за предателската дейност на обвиняемите по отношение на Македония... Едва ли има население, подхвърлено на толкова преследвания и превратности, каквото е македонското. И днес неговите училища и християнски църкви са насилствено затворени, а пастирите и учителите му избити и прогонени... Как се отнесоха комунистическите управници в България преди пет години към съдбата на македонското население, болшинството от което е българско и как се отнасят сега? Тогава те се отрекоха от своите братя в Македония и ги предадоха като жив инвентар на Комунистическа Югославия под формата на отделна македонска нация... Срещу Трайчо Костов и неговите другари са повдигнати обвинения, че по онова време на медения период, в разговори с югославски първенци, са се отнесли благосклонно към аспирациите на Югославия и заробването на македонските българи“.

## Филм
„Сърцето умира последно“ е документален филм за процеса срещу Трайчо Костов с режисьор Малина Петрова, по сценарий на Велислава Дърева и Малина Петрова. Премиерата на филма се състои през 1991 г. в Централния военен клуб в София, където е проведено и самото съдебно дело срещу Трайчо Костов.